# À la petite semaine
Pour plus de détails, voir Fiche technique et Distribution.
À la petite semaine est un film français réalisé par Sam Karmann, sorti en 2003.

## Synopsis
Jacques (Gérard Lanvin) vient de passer 5 ans en prison. Dehors, il retrouve Francis, Didier et Camille, dans le Saint-Ouen d'aujourd'hui. Est-ce que Jacques veut vraiment se ranger ?

## Fiche technique
- Titre : À la petite semaine
- Réalisation : Sam Karmann
- Scénario : Désir Carré et Sam Karmann
- Musique : Pierre Adenot
- Directeur de la photographie : Matthieu Poirot-Delpech
- Montage : Philippe Bourgueil
- Distribution des rôles : Jeanne Biras
- Création des décors : Hervé Gallet
- Direction artistique : Hervé Gallet, Yann Megard
- Création des costumes : Brigitte Faur-Perdigou
- Société de production :  Canal+, France 2 Cinéma, Les Films A4
- Format : couleur - 12,35:1 - 35 mm -  Son Dolby Digital
- Pays d'origine :  France
- Genre : comédie dramatique,
- Durée : 100 minutes
- Date de sortie :	
  -  France : 25 juin 2003

## Distribution
- Gérard Lanvin : Jacques
- Jacques Gamblin : Francis
- Clovis Cornillac : Didier
- Jean-Pierre Lazzerini : Le Moqueur
- Désir Carré : La Trompette
- Jean-Paul Bonnaire : L'Enclume
- Julie Durand : Camille
- Philippe Nahon : Roger
- Josiane Stoléru : Denise
- Jean-Claude Lecas : La Fouine
- Étienne Chicot : Marcel
- Florence Pernel : Laurence
- André Thorent : Lucien, l'oncle de Jacques
- Vincent Moscato : Le sbire
- Liliane Rovère : Colette
- Sarah Haxaire : Josiane
- Marie-Armelle Deguy : Jacqueline
- Raphaël Personnaz : Jean-Hugues / Tony
- Alexandre Thibault : le metteur en scène
- Marc Andreoni : l'inspecteur principal
- Laurence Colussi : une cliente chez l'esthéticienne
- Sam Karmann : l'employé de l'ANPE